# Голенев, Фёдор Васильевич
Фёдор Васильевич Голенев (1890/1891 — 1963) — участник советского революционного движения, государственный и партийный деятель.
Родился в 1891 (по другим данным — 1890) году в Кондрове Калужской губернии, в семье рабочего.
Работал на Кондровской писчебумажной фабрике слесарем, затем помощником машиниста. Служил на флоте.
В марте 1917 г. вступил в РСДРП (б).
В 1918 г. председатель Медынского уездного исполкома, член Медынского укома РКП(б).
Решением губкома от 15.10.1918 направлен в Лихвин, где в руководстве уезда оказались эсеры, для укрепления партийной организации. 23 октября 1918 года избран секретарем Лихвинского уездного комитета РКП(б). Также с октября 1918 по май 1919 г. председатель Лихвинского уездного исполнительного комитета Советов.
С 1919 по 1923 г. служил в особом отделе Балтийского, Черноморского и Каспийского флотов. В последующие годы находился на советской и хозяйственной работе в Калужской, Смоленской, Рязанской и Московской областях.
С 1955 г. персональный пенсионер, жил в Московской области.